# Малакофф (блюдо)
Малакофф (фр. Malakoff) — швейцарская закуска из жареного сыра, обычно встречается в Западной Швейцарии, на берегу Женевского озера. Специалитет кантона Во.
Название происходит от Малахова кургана, во взятии которого во время Крымской войны и осады Севастополя принимали участие швейцарские наёмники.
Написание встречается как с окончанием -ff (Malakoff), так и с окончанием -w (Malakow).
Это блюдо не следует путать с одноимённым сладким блюдом, известным в Австрии тортом «Малакофф», разновидностью шарлотки. Торт был назван в честь французского генерала Жан-Жака Пелисье, получившего титул герцога Малаховского.

## История
Во время осады Севастополя войсками англо-французской коалиции, в их рядах были и швейцарские наёмники. Осадой и взятием кургана руководил французский генерал Пелисье, она затянулась более чем на год. В часы отдыха солдаты часто поджаривали на сковороде или разогревали у костра кусочки сыра. (Историки сомневаются в том, что это было правдой, так как во время военной кампании в Крыму достать сыр было крайне сложно). Тем не менее, после завершения войны швейцарские солдаты из кантона Во вернулись на родину и положили начало традиции каждый год отмечать годовщину взятия Севастополя. Они как на войне в окопах собирались вокруг костра, жарили сыр, который назвали в честь памятной для себя высоты, кургана «Малакофф».

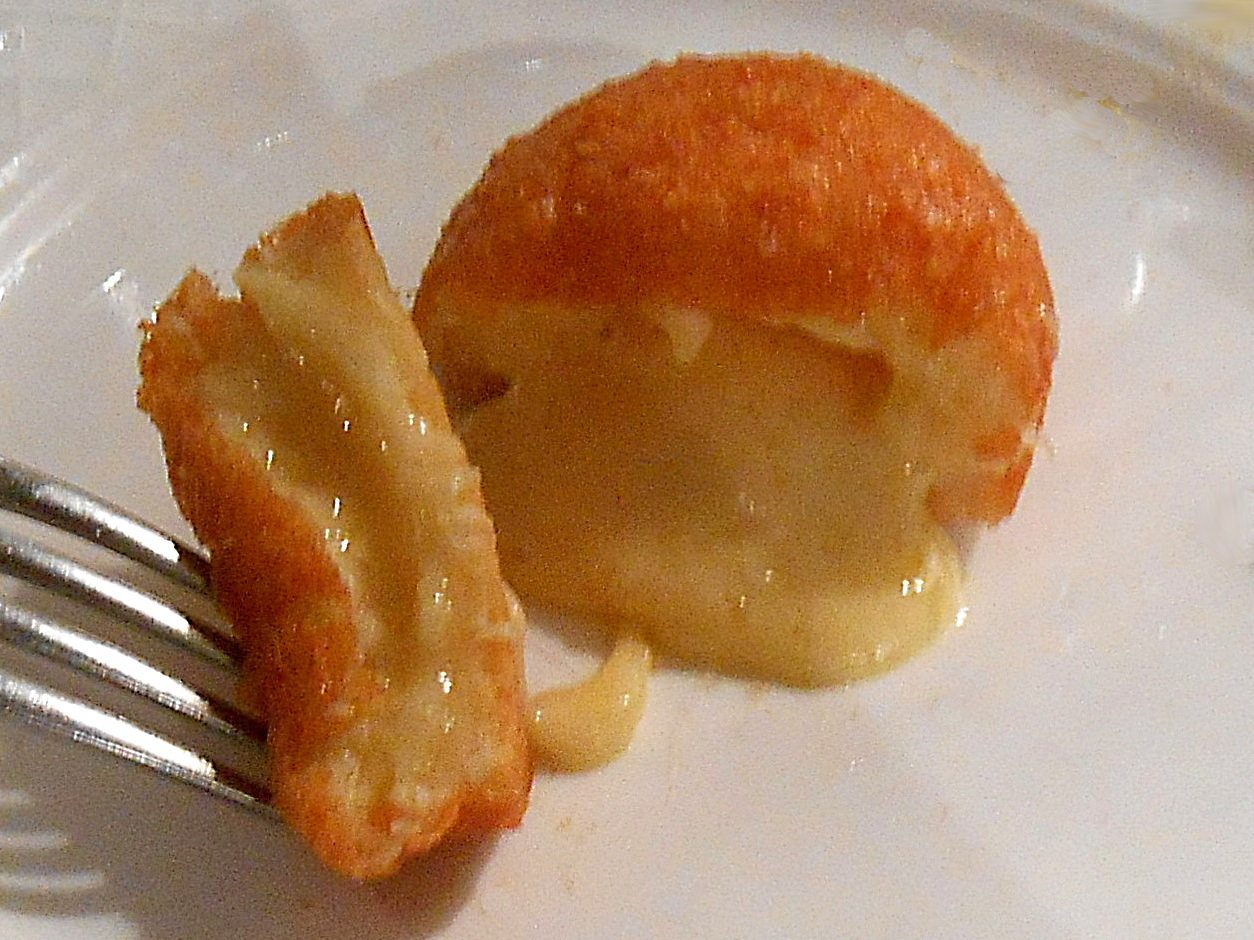
Дегустация Малакоффа

В конце XIX века принц Жозеф Бонапарт давал приём в своём особняке в Ньоне, на берегу Женевского озера. Среди гостей были и ветераны Крымской войны. В их честь Жозеф приказал подать к столу знаменитый Малакофф. Между 1880 и 1891 годами принцу служила молодая пара из швейцарского Бурсена, Жюль и Ида Ларпен. Ида сделала сырную закуску более изысканной: завернула кусочки Грюйера в тесто и обжарила на сливочном масле. Позже мадам Ларпен поделилась этим рецептом со своими родственниками, которые держали небольшую гостиницу в городке Эйзен, кантон Во. Со временем рецепт был изменён: сливочное масло заменено на фритюр из растительного.